# Jakieś pytania do Bena?
Jakieś pytania do Bena? (ang. Any Questions for Ben?) – australijska komedia romantyczna z 2012 roku w reżyserii Roba Sitcha. Wyprodukowana przez wytwórnię Working Dog Productions. Główne role w filmach zagrali Josh Lawson, Rachael Taylor, Felicity Ward, Daniel Henshall i Christian Clark.
Premiera filmu miała miejsce 9 lutego 2012 roku w Australii. W Polsce premiera filmu odbyła się 26 czerwca 2014 roku na antenie HBO.

## Opis fabuły
Ben (Josh Lawson) czuje się spełniony zawodowo i osobiście. W swoim dawnym liceum ma opowiedzieć o pracy, jaką wykonuje. Zaproszono także uczestniczkę misji ONZ i mistrza olimpijskiego. Przy nich Ben uświadamia sobie, jak niewiele osiągnął.

## Obsada
Źródło: Filmweb
- Josh Lawson jako Ben
- Rachael Taylor jako Alex
- Byron J. Brochmann jako Nils
- Christian Clark jako Andy
- Lachy Hulme jako Sam
- Jodi Gordon jako Kelly
- Liliya May jako Katerina Sinova
- Ed Kavalee jako Jim
- Virginia Bowers jako Steph
- Daniel Henshall jako Nick
- Alan Brough jako Ken

i inni.